# Tylototriton lizhengchangi
Tylototriton lizhengchangi é uma espécie de anfíbio gimnofiono da família Salamandridae. Está presente na China. A UICN classificou-a como vulnerável.